# Centrale idroelettrica di Crevola Toce
La Centrale idroelettrica di Crevola Toce si trova nel comune di Crevoladossola, nella provincia del Verbano-Cusio-Ossola, nei pressi del Fiume Toce.
Venne commissionata nel 1923 da Ettore Conti, imprenditore milanese, che la costruì su progetto di Piero Portaluppi.

## Equipaggiamento
La centrale sfrutta le acque del fiume Toce, captate presso lo sbarramento di Braccio (Crodo), nel quale confluiscono le acque di scarico delle centrali di Verampio e Crego. Queste acque, attraverso un canale derivatore, vengono raccolte in una vasca di carico posta a monte della centrale di Crevola. Le acque di scarico si riversano nel lago di Tana, creato da uno sbarramento artificiale.
Sono stati portati avanti lavori di ristrutturazione nel 1989 e nel 2010.
È affiancata dalla centrale idroelettrica di Crevola Diveria, totalmente scavata in galleria, che sfrutta le acque del torrente Diveria.

## Edificio

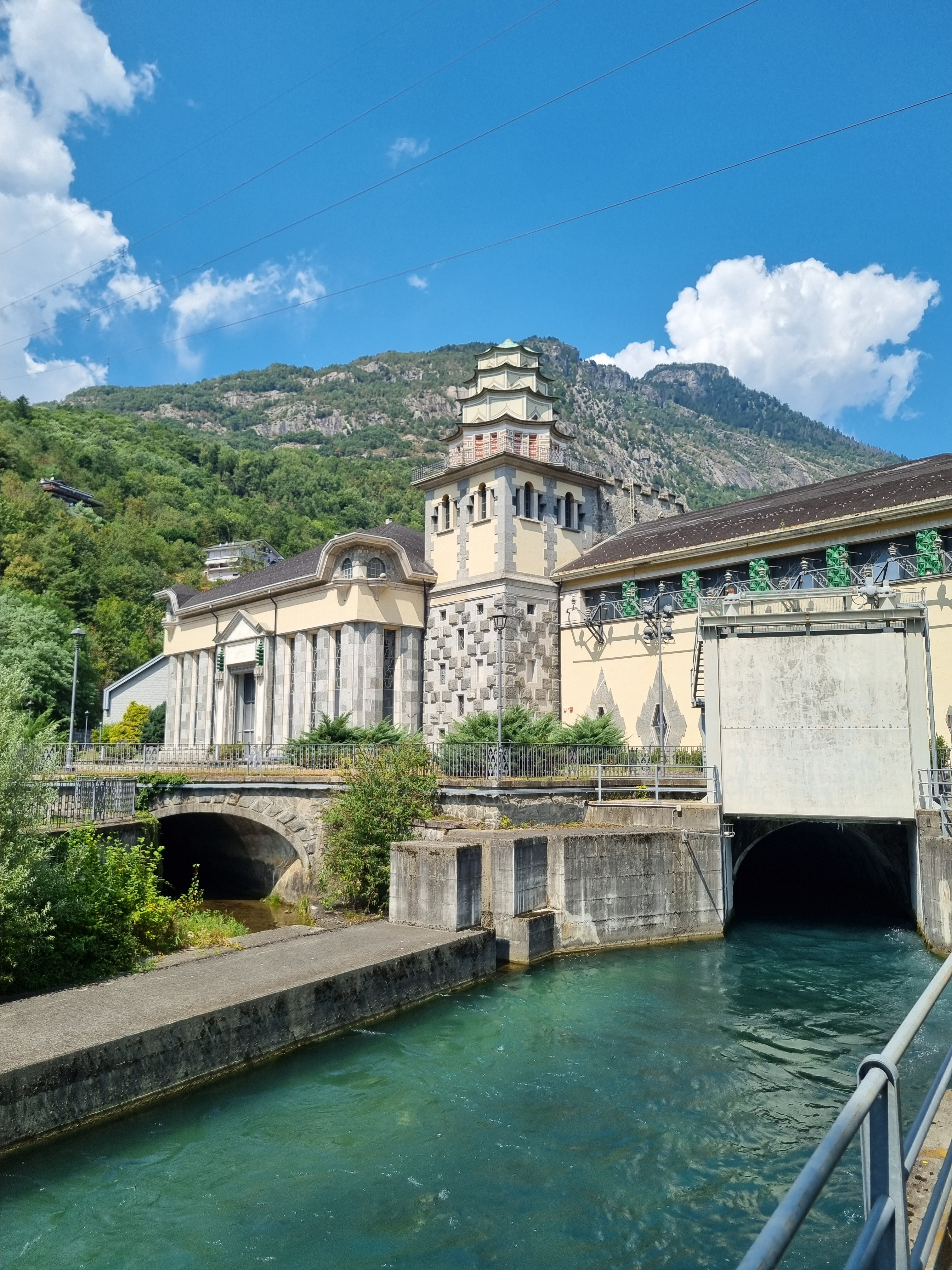
La centrale e il canale di scarico

L'edificio venne progettato dall'architetto Piero Portaluppi che realizzò una struttura ricca di decorazioni geometriche in stile decò, in pietra locale, perfettamente calata nel contesto. Un elemento caratteristico è la torre di raffreddamento a forma di pagoda. L'edificio principale è affiancato dalla casa del direttore.
Poste italiane ha emesso nel 2017 un francobollo commemorativo del cinquantenario della scomparsa di Portaluppi, raffigurante proprio questa centrale.